# 一宮市立大和南中学校
一宮市立大和南中学校（いちのみやしりつ やまとみなみちゅうがっこう）は、愛知県一宮市大和町にある公立中学校。

## 概要
- 1982年開校。
- 大和町氏永、大和町於保、大和町北高井、大和町戸塚字町長、大和町戸塚字寺田、大和町戸塚字宮崎西、大和町戸塚字宮崎東、大和町戸塚字毛受田、大和町戸塚字蓮田、大和町南高井が校区であり[1]、一宮市立大和南小学校の児童が進学する。

## 沿革
- 1982年（昭和57年）
  - 4月1日 - 開校。
  - 4月2日 - 開校式を行う。
  - 6月30日 - プールが完成する。
- 1983年（昭和58年）1月7日 - 屋内運動場が完成する。
- 1990年（平成2年）3月22日 - 武道場が完成する。

## 交通アクセス
- 名鉄名古屋本線島氏永駅下車、徒歩約30分
- i-バス大和町・萩原町コース（愛称：ニコニコふれあいバス）「大和南中学校東」バス停より徒歩約3分。